# Rubén Sellés
Rubén Sellés Salvador (Valencia, 15 giugno 1983) è un allenatore di calcio spagnolo, tecnico dello Sheffield Utd.

## Carriera

### Inizi
Sellés cominciò la sua carriera come preparatore atletico dei greci dell'Arīs Salonicco.
Nel 2009 passò alle giovanili del Villarreal, sempre col ruolo di preparatore atletico.
Nel 2010 passò ai russi dello Šinnik, col ruolo di assistente del tecnico Aleksandr Pobegalov.
Nel luglio 2011 Sellés tornò all'Arīs Salonicco nel ruolo di assistente allenatore.
La stagione successiva si trasferì in Azerbaigian al Baku. Qui rimase due stagioni, come assistente allenatore sotto le guide di Boyukagha Hajiyev, Arif Asadov, Nazim Suleymanov and Tərlan Əhmədov.
Nel 2014 si trasferì in Norvegia, per lavorare come capo data analyst dello Strømsgodset Idrettsforening.
Nel 2015 Sellés fu nominato assistente allenatore di Gurban Gurbanov al Qarabağ, nuovamente in Azerbaigian.
Nel 2018 Sellés si unì ai danesi dell'Aarhus, nel ruolo di assistente allenatore del tecnico David Nielsen. Rimase al club per due stagioni, prima di lasciare per diventare il tecnico del Valencia Mestalla, suo primo incarico da capo allenatore.
Il 18 dicembre 2020 Sellés si trasferì al Copenaghen, come assistente allenatore per Jess Thorup.

### Southampton
Il 10 giugno 2022 Sellés lasciò il Copenaghen per unirsi al Southampton, militante in Premier League, come assistente allenatore per Ralph Hasenhüttl. Il 7 novembre seguente Hasenhüttl fu esonerato dal Southampton e Sellés fu scelto come traghettatore del club, in attesa di un nuovo capo allenatore. L'unico incontro che Sellés allenò in questa veste, prima dell'assunzione del nuovo tecnico Nathan Jones, fu il 9 novembre 2022, un pareggio per 1-1 contro lo Sheffield Weds in League Cup che permise al Southampton di avanzare nella competizione grazie alla vittoria ai rigori della stessa partita.
Quando il 12 febbraio 2023 anche Jones fu esonerato, assunse nuovamente il ruolo di traghettatore. La sua prima gara col nuovo incarico si concluse con una vittoria in trasferta per 1-0 sul Chelsea. Il 24 febbraio Sellés fu nominato allenatore in carica del Southampton fino al termine della stagione. Tuttavia non riuscì a evitare la retrocessione del club,arrivata matematicamente dopo lo sconfitta interna per 0-2 contro il Fulham il 13 maggio; 11 giorni dopo il club annunciò la separazione dal tecnico al termine della stagione.

### Reading
Il 14 luglio 2023 viene ingaggiato come nuovo allenatore del Reading, militante in Football League One.

## Statistiche

### Statistiche da allenatore
Statistiche aggiornate al 13 aprile 2024.
| Stagione            | Squadra            | Campionato         | Campionato | Campionato | Campionato | Campionato | Coppe nazionali | Coppe nazionali | Coppe nazionali | Coppe nazionali | Coppe nazionali | Coppe continentali | Coppe continentali | Coppe continentali | Coppe continentali | Coppe continentali | Altre coppe | Altre coppe | Altre coppe | Altre coppe | Altre coppe | Totale | Totale | Totale | Totale | % Vittorie | Piazzamento      |
| Stagione            | Squadra            | Comp               | G          | V          | N          | P          | Comp            | G               | V               | N               | P               | Comp               | G                  | V                  | N                  | P                  | Comp        | G           | V           | N           | P           | G      | V      | N      | P      | %          | Piazzamento      |
| ------------------- | ------------------ | ------------------ | ---------- | ---------- | ---------- | ---------- | --------------- | --------------- | --------------- | --------------- | --------------- | ------------------ | ------------------ | ------------------ | ------------------ | ------------------ | ----------- | ----------- | ----------- | ----------- | ----------- | ------ | ------ | ------ | ------ | ---------- | ---------------- |
| nov. 2022           | Southampton        | PL                 | 0          | 0          | 0          | 0          | FACup+CdL       | 0+1             | 0               | 0+1             | 0               | -                  | -                  | -                  | -                  | -                  | -           | -           | -           | -           | -           | 1      | 0      | 1      | 0      | &0,00      | Interim          |
| feb.-giu. 2023      | Southampton        | PL                 | 15         | 2          | 4          | 9          | FACup+CdL       | 1+0             | 0               | 0               | 1+0             | -                  | -                  | -                  | -                  | -                  | -           | -           | -           | -           | -           | 16     | 2      | 4      | 10     | 12,50      | Sub. 20° (retr.) |
| Totale Southampton  | Totale Southampton | Totale Southampton | 15         | 2          | 4          | 9          |                 | 2               | 0               | 1               | 1               |                    | -                  | -                  | -                  | -                  |             | -           | -           | -           | -           | 17     | 2      | 5      | 10     | 11,76      |                  |
| 2023-2024           | Reading            | FL1                | 46         | 16         | 11         | 19         | FACup+CdL       | 2+2             | 1+1             | 0+1             | 1+0             | -                  | -                  | -                  | -                  | -                  | FLT         | 5           | 3           | 2           | 0           | 55     | 21     | 14     | 20     | 38,18      | 17°              |
| ago.-dic. 2024      | Reading            | FL1                | 17         | 9          | 3          | 5          | FACup+CdL       | 2+1             | 2+0             | 0+1             | 0+0             | -                  | -                  | -                  | -                  | -                  | FLT         | 3           | 2           | 0           | 1           | 23     | 13     | 4      | 6      | 56,52      | Risoluz.         |
| Totale Reading      | Totale Reading     | Totale Reading     | 63         | 25         | 14         | 24         |                 | 7               | 4               | 2               | 1               |                    | -                  | -                  | -                  | -                  |             | 8           | 5           | 2           | 1           | 78     | 34     | 18     | 26     | 43,59      |                  |
| dic. 2024-mag. 2025 | Hull City          | FLC                | 27         | 9          | 7          | 11         | FACup+CdL       | 1+0             | 0+0             | 1+0             | 0+0             | -                  | -                  | -                  | -                  | -                  | -           | -           | -           | -           | -           | 28     | 9      | 8      | 11     | 32,14      | Sub. 21°         |
| Totale carriera     | Totale carriera    | Totale carriera    | 105        | 36         | 25         | 44         |                 | 10              | 4               | 4               | 2               |                    | -                  | -                  | -                  | -                  |             | 8           | 5           | 2           | 1           | 123    | 45     | 31     | 47     | 36,59      |                  |